# Brzozowa (województwo lubuskie)
Brzozowa (niem. Neuwalde) – wieś w Polsce położona w województwie lubuskim, w powiecie sulęcińskim, w gminie Krzeszyce.
| SIMC    | Nazwa     | Rodzaj     |
| ------- | --------- | ---------- |
| 0182001 | Brzozówka | przysiółek |
| 0182018 | Jeziorki  | przysiółek |

W latach 1975–1998 miejscowość administracyjnie należała do województwa gorzowskiego.
Początkowo należała do klucza lubniewickiego będącego w ręakch rodu von Waldow. W 1828 roku jako właścicieli wsi wymienia się rodzinę von Ruchel-Kleist. W 1857 roku jest w posiadaniu rodziny von Kosky. W 1929 roku majątek w rękach rodziny von Rehmann.
Przed 1945 rokiem we wsi istniało założenienie pałacowo-parkowo-folwarczne. Pałac spalony w 1945 roku a jego gruzami utwardzono  drogę do Kołczyna. Pozostałością jest niewielkie, zaniedbane założenie parkowe.
Dziś liczy sobie 42 budynki.  Niedaleko mieści się jezioro Czajcze.

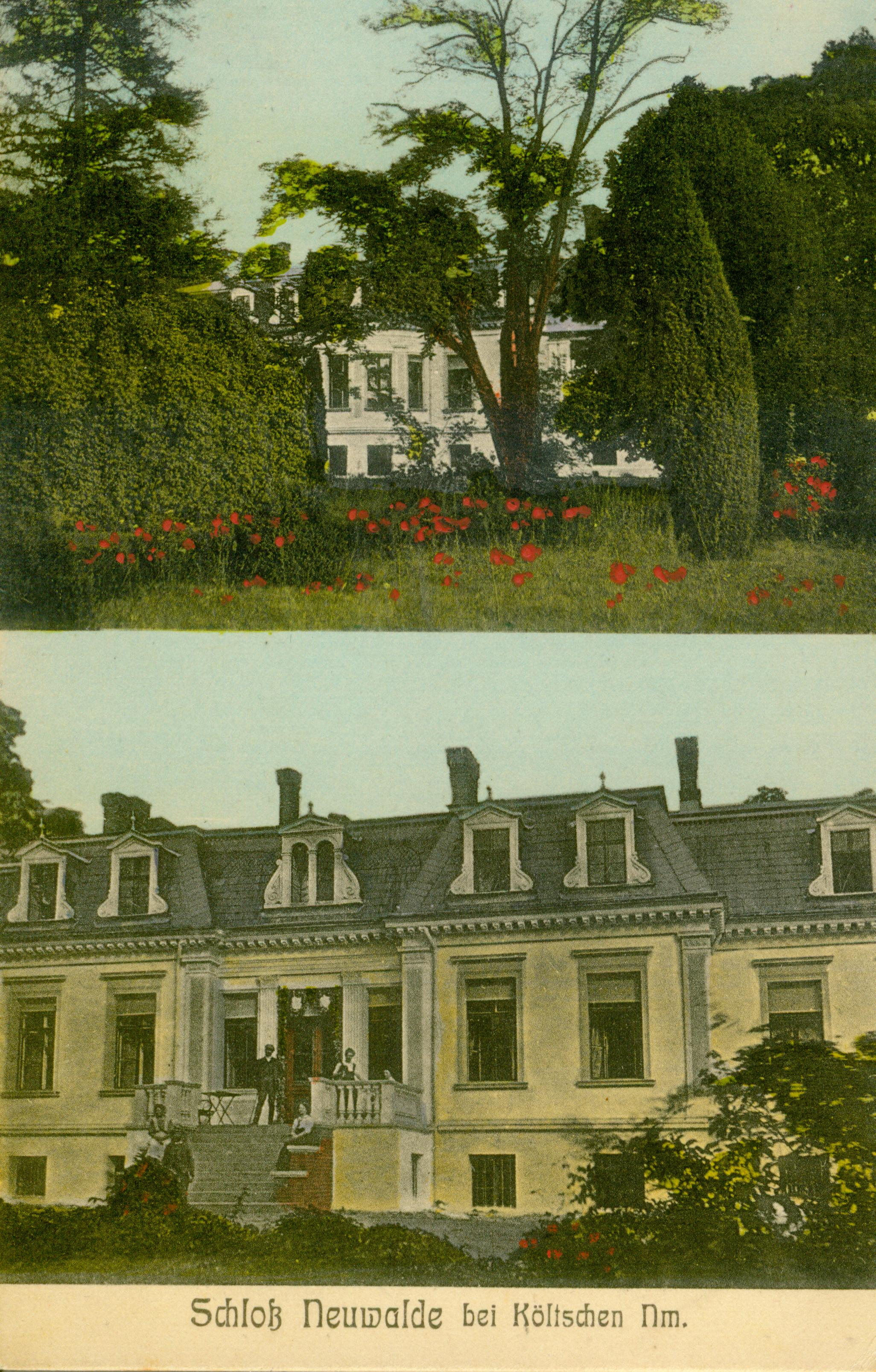